# Reticulomyxa filosa
Genre
Espèce
Reticulomyxa filosa est une espèce de foraminifères, de l'ordre des Allogromiida et la seule du genre Reticulomyxa.
Reticulomyxa filosa est un organisme construisant un réseau de filaments dans le sol. Son rôle écologique est mal connu : son réseau emprisonnant peut-être des bactéries afin de s'en nourrir.
Les foraminifères sont connus pour leur coquille minérale (test) qui se sont accumulées dans la mer durant le Cambrien pour donner les récifs calcaires ayant un fort impact sur le paysage de nos jours comme le sous-sol parisien et qui sont parfois devenus des montagnes à l'instar du massif du Jura. Reticulomyxa filosa était avant les années 1990 considérée comme la seule espèce appartenant à ce groupe mais échappant à ce modèle en n'étant pas recouverte d'une coquille et vivant dans le sol. Or, depuis l'apparition des techniques de détermination des micro-organismes du sol par l'étude de leur ADN et non plus par leur mise en culture, il s'avère que le groupe auquel elle appartient, l'ordre des Allogromiida, est extrêmement vaste. Cependant, la quasi-totalité de ses espèces n'étant pas cultivables, elles sont uniquement connues par leur ADN et ne sont pas formellement décrites.